# Bieuzy
Bieuzy (in bretone: Bieuzhi-an-Dour) è un comune francese di 778 abitanti situato nel dipartimento del Morbihan nella regione della Bretagna. Il 1º gennaio 2019 fu accorpato con il comune di Pluméliau per formare il nuovo comune di Pluméliau-Bieuzy.

## Società

### Evoluzione demografica
Abitanti censiti